# XOWA
XOWA — это приложение с открытым исходным кодом, написанное на языке Java анонимными разработчиками. Предназначено для пользователей, желающих запустить свою собственную копию Википедии или любые другие совместимые Викисайты в автономном режиме без подключения к интернету. Приложение совместимо с Windows, MacOS, Linux и Android.

## Основные характеристики
XOWA позволяет пользователям создать собственную копию Википедии с использованием дампов официальной базы данных или загрузить копию, созданную разработчиками XOWA. Приложение отображает контент Википедии через свой браузер. Если оно установлено на веб-сервер, контент доступен из любого браузера. Возможен доступ и в простой домашней сети.